# Martí Vilà García
Martí Vilà García (Berga, España, 26 de mayo de 1999), conocido como Martí Vilà, es un futbolista español que juega como lateral izquierdo en las filas del F. C. Andorra de la Segunda División de España.

## Trayectoria
Nacido en Berga, Barcelona, Cataluña, Vilà se formó en las categorías inferiores del FC Barcelona al que llegó en 2009, procedente del CE Manresa. En la temporada 2017-18, se proclamaría campeón de la UEFA Youth League con el Juvenil "A" del FC Barcelona.
En agosto de 2018, después de terminar su formación de juveniles, firmó por el CF Reus Deportiu para jugar en el filial de Tercera División.
El 30 de septiembre de 2018, Vilà hace su debut con el primer equipo en la Liga 123, en una derrota por 2-0 frente a la UD Almería.
El 11 de julio de 2019, firma por el Real Club Deportivo de La Coruña Fabril de la Tercera División de España.
El 3 de agosto de 2020, firma por el F. C. Andorra de la Segunda División B de España. En la temporada 2020-21, disputa 24 partidos.
En la temporada 2021-22, lograría el ascenso a la Segunda División de España, tras acabar en primera posición del Grupo II de la Primera División RFEF. Su aportación sería de 33 partidos en los que daría 7 asistencias.

## Clubes
| Club                         | País    | Año       |
| ---------------------------- | ------- | --------- |
| C. F. Reus Deportiu “B“      | España  | 2018      |
| C. F. Reus Deportiu          | España  | 2018-2019 |
| R. C. D. de La Coruña Fabril | España  | 2019-2020 |
| F. C. Andorra                | Andorra | 2020-     |